# Charles-Clément d’Espagne
 (mars 2025).
Motif : Quelle notoriété peut avoir un bébé mort à trois ans ?
- Archive Wikiwix
- Bing
- Cairn
- DuckDuckGo
- E. Universalis
- Gallica
- Google
- G. Books
- G. News
- G. Scholar
- Persée
- Qwant
- (zh) Baidu
- (ru) Yandex
- (wd) trouver des œuvres sur Wikidata

| 1. | Préciser le motif de la pose du bandeau. | Précisez le motif de la pose du bandeau en utilisant la syntaxe suivante : {{admissibilité à vérifier\|date=mars 2025\|motif=remplacez ce texte par le motif}}                                 |
| 2. | Informer les utilisateurs concernés.     | Pensez à avertir le créateur de l'article, par exemple, en insérant le code ci-dessous sur sa page de discussion : {{subst:avertissement admissibilité à vérifier\|Charles-Clément d’Espagne}} |

L'infant Charles-Clément d’Espagne, dite Charles-Clément de Paule de Bourbon, né à L'Escurial le 19 septembre 1771 et décédé dans le même lieu le 7 mars 1774, est le fils aîné du roi Charles IV d'Espagne et de la reine Marie-Louise de Bourbon-Parme. Le prince Charles est le frère aîné de deux futurs rois espagnols, Ferdinand VII et Charles V. Il est un cousin de François II, empereur du Saint-Empire romain germanique, de Ferdinand III de Toscane, de François Ier des Deux-Siciles, de Pierre-Charles d'Espagne et de Portugal et bien d'autres.
Charles-Clément est un membre de la maison de Bourbon d'Espagne.
Il décède le 7 mars 1774 à l'âge de deux ans et demi, probablement en raison de consanguinité, ses parents étant cousins au second degré. Il est enterré dans le monastère royal de Saint-Laurent de L'Escurial.

## Biographie

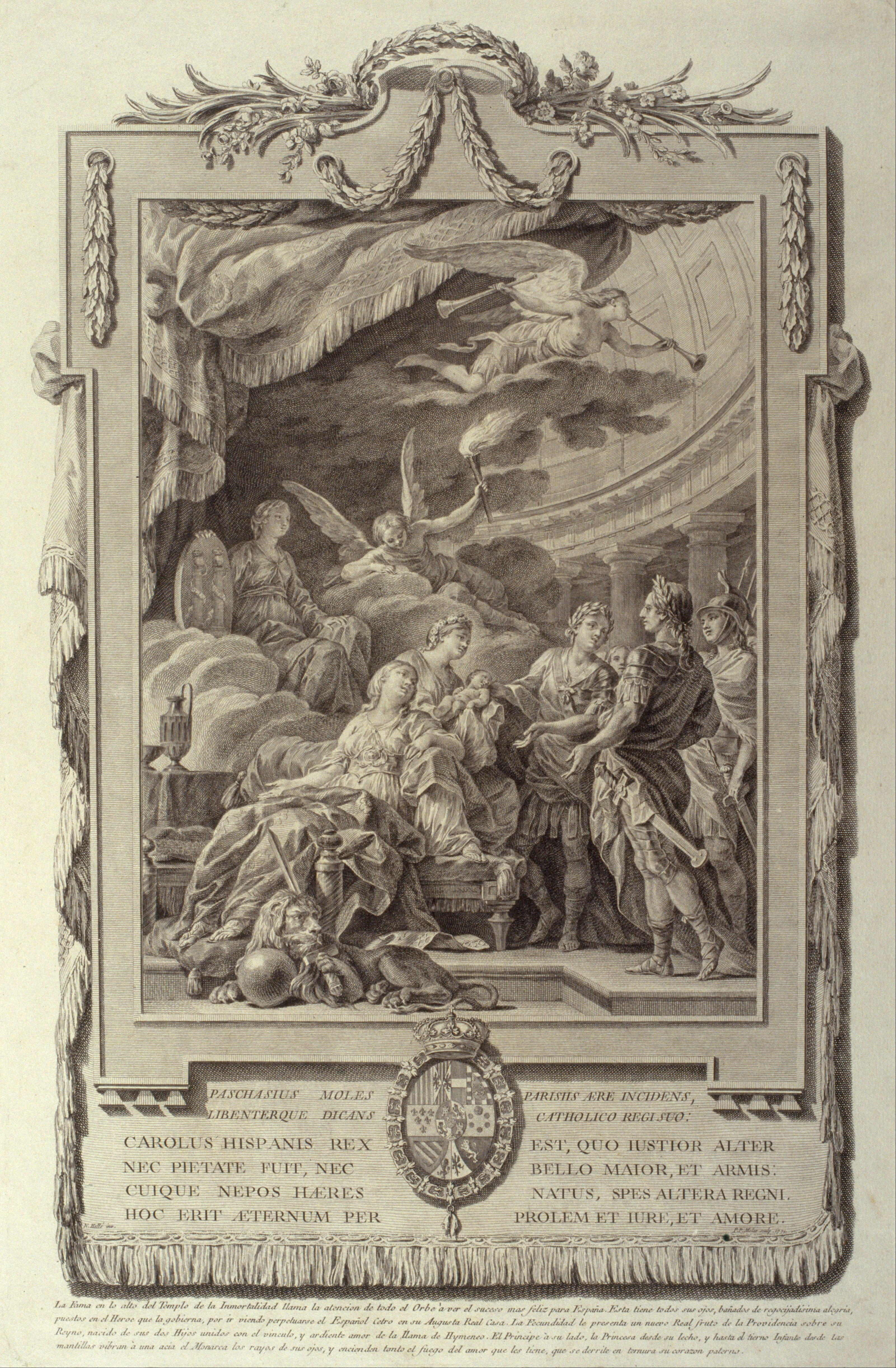
Gravure de l'allégorie de la naissance de l'Infant Charles-Clément, 1771.

Le prince Charles-Clément naît le 19 septembre 1771 à L'Escurial. Il est le fils aîné et le premier enfant du roi Charles IV d'Espagne et de la reine Marie-Louise de Bourbon-Parme, à l'époque où ses parents détenaient le titre de prince et de princesse des Asturies (car sa mère était l'épouse du prince des Asturies ayant reçu le titre de « princesse des Asturies »), titre traditionnellement utilisé pour l'héritier présomptif du trône de Castille et plus tard d'Espagne.
L'accouchement a été réalisé par le médecin royal Pedro Brunel, et les nourrices de l'enfant étaient Josefa López Villaseñor, Eugenia de la Puente et Eusebia Ximénez.
Sa naissance est un événement important, à cette occasion, de nombreuses médailles commémoratives, gravures et œuvres poétiques sont créées, telles que le poème Égloga genetlíaca al feliz nacimiento del infante Carlos Clemente de José Viera, ainsi que des peintures comme La Presentación ou Alegoría del Nacimiento del infante Carlos Clemente (1772) de Gregorio Ferro,,.
Ses grands-parents paternels sont le roi Charles III d'Espagne et la reine Marie-Amélie de Saxe, née princesse de Saxe et de Pologne. Ses grands-parents maternels sont le duc Philippe Ier de Parme (oncle paternel de son père) et la princesse Louise-Élisabeth de France, fille du roi Louis XV de France.
Les deux parents et roi Louis XV de France de Charles-Clément sont des petits-enfants du roi Philippe V d'Espagne (fils de Louis, le Grand Dauphin).
Ce qui en fait des cousins germains.
Il est baptisé le jour de sa naissance, à l'église de Saint-Dominque, sous le nom complet Carlos Clemente Antonio de Padua Januario Pascual José Francisco de Asís Francisco de Paula Luis Vicente Ferrer Rafael. Son parrain est le pape Clément XIV, représenté par le grand-père de Charles-Clément, le roi Charles III. Le pape Clément XIV félicite Charles pour sa naissance et lui envoie un ensemble de vêtements pour bébé bénis.
Mais la santé du petit prince montre bientôt des signes de détérioration, probablement en raison de la consanguinité, ses parents étant cousins au second degré. Malgré les soins, la santé du petit prince ne s'améliore pas. Charles-Clément décède le 7 mars 1774 à l'âge de deux ans et demi, probablement de consanguinité. Il est enterré dans le monastère royal de Saint-Laurent de L'Escurial.
Sa mort provoque un problème de succession, car à l'époque, la loi de succession espagnole suit la loi salique, qui interdit aux femmes de monter sur le trône. En conséquence, la seule sœur de Charles à l'époque, Charlotte-Joachime, ne peut hériter du trône. La reine Marie-Louise donne plus tard naissance à trois autres fils, mais ils meurent tous en bas âge, seul le quatrième fils survit et devient le roi Ferdinand VII d'Espagne. Sa fille, Isabelle II, monte sur le trône alors qu'elle est enfant, mais sa succession est contestée par la faction carliste, qui n'accepte pas une femme comme monarque, ce qui déclenche les guerres carlistes.

Il a deux frères plus jeunes qui portent son nom : Charles (1780-1783) et Charles (1783-1784).

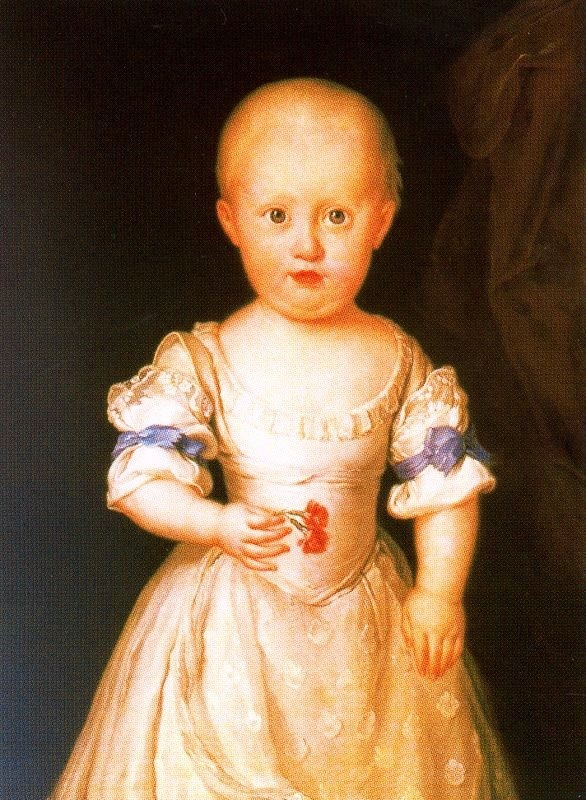
Charles Dominique (1780-1783)
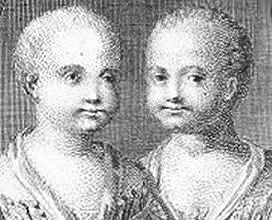
Charles François (à gauche) et Philippe François (à droite), ce sont des jumeaux.

Charles-Clément est nommé chevalier de l'ordre de l'Honneur et Chevalier de l'ordre de la Toison d'or,.

## Titres
- 19 septembre 1771 - 7 mars 1774 : Don Carlos Clemente Antonio de Padua, Infante de España[9]

## Honneurs
- Chevalier de l'ordre de l'Honneur
- Chevalier de l'ordre de la Toison d'or